# Хайленд (тауншип, Миннесота)
Хайленд (англ. Highland) — тауншип в округе Уабаша, Миннесота, США. На 2000 год его население составило 471 человек.

## География
По данным Бюро переписи населения США площадь тауншипа составляет 92,7 км², из которых 92,7 км² занимает суша, a вода составляет 0,03 %.

## Демография
По данным переписи населения 2000 года здесь находились 471 человек, 147 домохозяйств и 120 семей.  Плотность населения —  5,1 чел./км².  На территории тауншипа расположено 155 построек со средней плотностью 1,7 построек на один квадратный километр. Расовый состав населения: 99,79 % белых и 0,2 1% азиатов.
Из 147 домохозяйств в 46,3 % воспитывались дети до 18 лет, в 71,4 % проживали супружеские пары, в 4,1 % проживали незамужние женщины и в 17,7 % домохозяйств проживали несемейные люди. 12,9 % домохозяйств состояли из одного человека, при том 6,1 % из — одиноких пожилых людей старше 65 лет. Средний размер домохозяйства — 3,20, а семьи — 3,58 человека.
32,3 % населения — младше 18 лет, 11,0 % — в возрасте от 18 до 24 лет, 25,3 % — от 25 до 44, 21,2 % — от 45 до 64, и 10,2 % — старше 65 лет. Средний возраст — 34 года. На каждые 100 женщин приходилось 111,2 мужчин.  На каждые 100 женщин старше 18 приходилось 121,5 мужчин.
Средний годовой доход домохозяйства составлял 49 375 долларов, а средний годовой доход семьи —  55 139 долларов. Средний доход мужчин —  32 232  доллара, в то время как у женщин — 22 000. Доход на душу населения составил 18 747 долларов. За чертой бедности находились 8,9 % семей и 8,1 % всего населения тауншипа, из которых 6,4 % младше 18 и 24,4 % старше 65 лет.